# کوهستان ترودوز
کوهستان ترودوز (به لاتین: Troodos Mountains) یک رشته‌کوه در قبرس است.

## نگارخانه

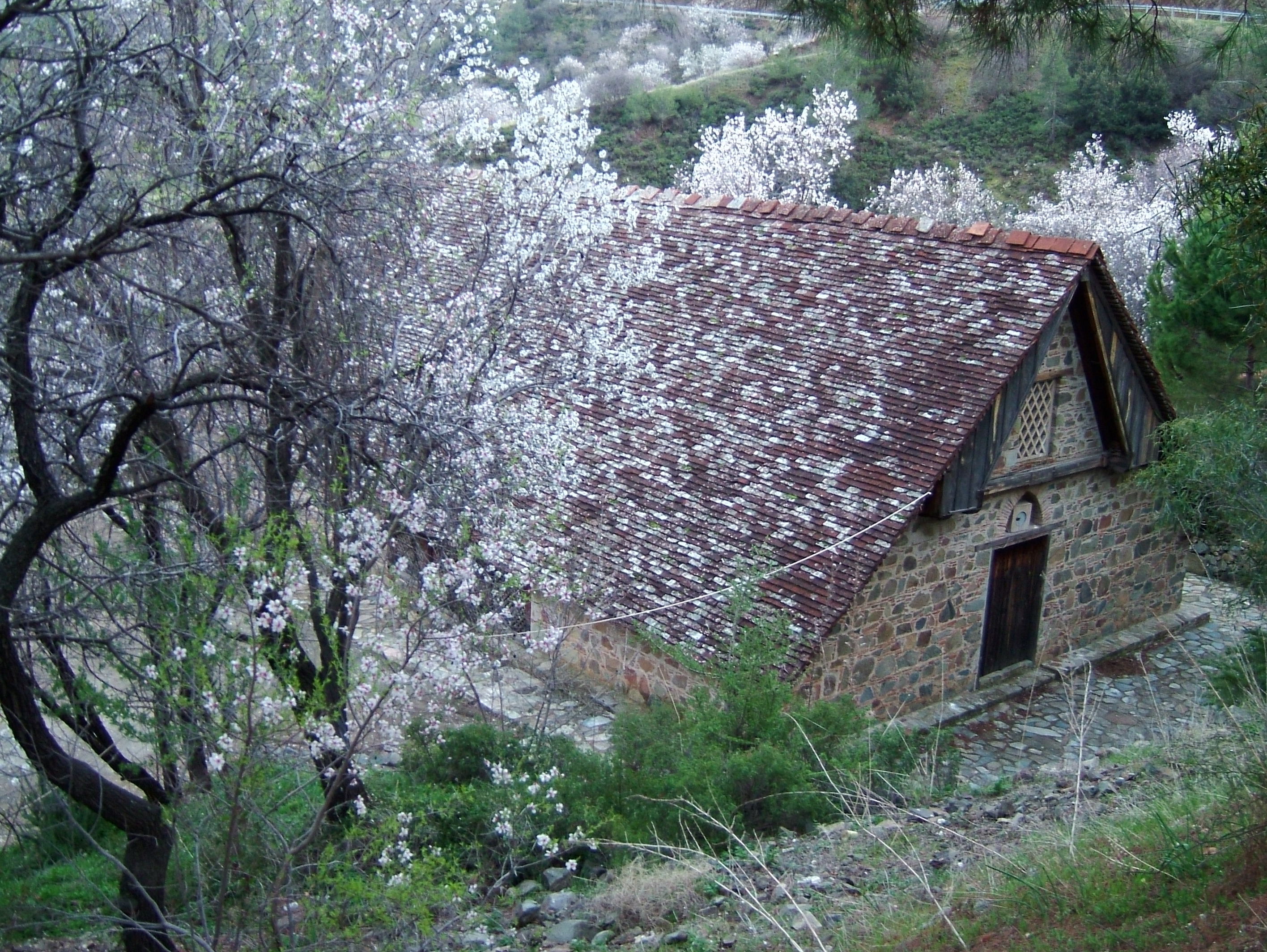